# Под туђим утицајем
Под туђим утицајем (енгл. Persuasion) последњи је роман који је завршила Џејн Остин. Објављен је заједно са романом Нортенгерска опатија крајем 1817, шест месеци након њене смрти. Роман је објављен 20. децембра 1817. године, иако је насловна страна датирана у 1818. годину.
Пре осам година Ен Елиот је подлегла притиску породице и одлучила да се не уда за човека којег је волела, капетана Вентворта. Околности су га довеле назад у њен друштвени круг и Ен схвата да се њена љубав поново распламсала. Међутим, када се поново сретну Вентворт се понаша као да су странци и чини се да је више заинтересован за њену пријатељицу Луизу.
Временом је направљено више адаптација романа.

## Радња
Деветнаестогодишња Ен срећно је заљубљена у свог вереника Фредерика Вентворта. Међутим, Енина породица и ближњи не одобравају њен избор јер сматрају да Фредерик, поморски официр без иметка и племенитог порекла, није достојан њихове породице. Ен под њиховим утицајем доноси исхитрену одлуку и раскида веридбу.
Осам година касније, љубав према истом човеку и даље гори у њеном срцу, а Ен је имала довољно времена да спозна сву тежину своје грешке. Помирена са ценом коју плаћа због ослањања на туђи суд, она не слути да ће јој судбина пружити нову шансу: Фредерик Вентворт изненада се враћа у њен живот. Он је сада имућни капетан са бројним одликовањима стеченим у ратовима, али је рана због Ениног одбијања подједнако жива као првог дана.